# Whipsaw
Whipsaw is een Amerikaanse misdaadfilm uit 1935 onder regie van Sam Wood. Destijds werd de film in Nederland uitgebracht onder de titel De paarlenroof.

## Verhaal
Een dievenbende steelt juwelen in Parijs. In New York leert een van de dieven een agent kennen. Ze wordt verliefd op hem en betert haar leven. Wanneer de agent de buit vindt, arresteert hij haar. Twee rivaliserende boeven willen de juwelen opnieuw stelen.

## Rolverdeling
| Acteur            | Personage     |
| ----------------- | ------------- |
| Myrna Loy         | Vivian Palmer |
| Spencer Tracy     | Ross McBride  |
| Harvey Stephens   | Ed Dexter     |
| William Harrigan  | Doc Evans     |
| Clay Clement      | Harry Ames    |
| Robert Gleckler   | Steve Arnold  |
| Robert Warwick    | Wadsworth     |
| Georges Renavent  | Monetta       |
| Paul Stanton      | Hughes        |
| Wade Boteler      | Humphries     |
| Don Rowan         | Curley        |
| John Qualen       | Dabson        |
| Irene Franklin    | Mevrouw Marie |
| Lillian Leighton  | Tante Jane    |
| J. Anthony Hughes | Bailey        |